# Anlage Süd

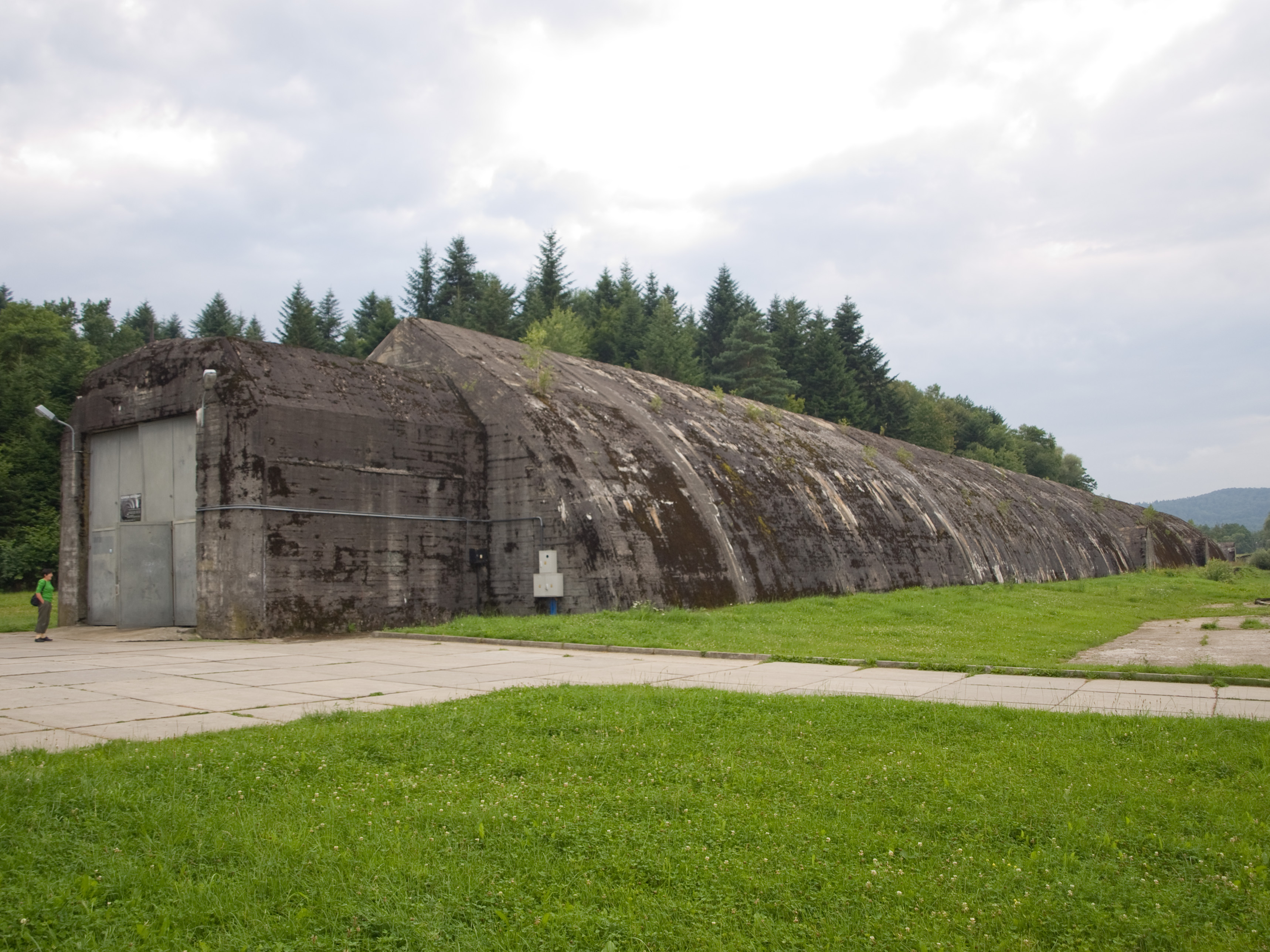
Deel van Anlage Süd

Anlage Süd was een hoofdkwartier van Adolf Hitler. In 1940 werd er gestart met de bouw van het complex, dat langs een belangrijke spoorweg tussen Rzeszów en Jasło lag. Organisation Todt had de leiding over de bouw en gebruikte voornamelijk Poolse arbeiders. In 1941 werd de bouw van het hoofdkwartier afgerond. Het complex bestond uit diverse grote bunkers, waarvan de bunker bij Stepina een 480 meter lang overdekt treinstation voor de Reichsregierungszug was.
In datzelfde Stepina lag de bunker waar Hitler op 27 en 28 augustus 1941 een vergadering had met Benito Mussolini. Hitler had de Italiaanse leider uitgenodigd om te spreken over de Sovjet-Unie.
Adlerhorst ·
Anlage Mitte ·
Anlage Süd ·
Bärenhöhle ·
Felsennest ·
Siegfried ·
Tannenberg ·
Waldwiese ·
Wasserburg ·
Werwolf ·
Wolfsschanze ·
Wolfsschlucht I ·
Wolfsschlucht II

Andere verblijfsplaatsen van Adolf Hitler: Berghof ·
Rijkskanselarij (met Führerbunker)